# Tranvia di Lund
La tranvia di Lund è una tranvia che serve la città svedese di Lund.